# Jodokus Wagenhauer
Jodokus Wagenhauer (auch Jodokus Wagenhauber; * 1580 in Fladungen; † 19. Januar 1635) war von 1620 bis 1635 Weihbischof in Würzburg. Daneben stand er zwischen 1620 und 1630 mehrfach der Universität Würzburg als Rektor vor.

## Leben
Jodokus Wagenhauer wurde im Jahr 1580 in der kleinen Stadt Fladungen geboren, die zu diesem Zeitpunkt Teil des Hochstifts Würzburg war. Wagenhauer erlebte die konfessionellen Verwerfungen in den Randgebieten des katholischen Bistums nicht mehr, weil erste gegenreformatorische Tätigkeiten bereits durchgeführt wurden. Allerdings war der Vater des späteren Weihbischofs noch nicht in seiner Konfession gesichert und neigte zeitweise auch dem Protestantismus zu.
Ab dem 13. Januar 1600 nahm Wagenhauer ein Studium an der neugegründeten Universität Würzburg auf. Schnell erkannte man die Fähigkeiten des jungen Mannes und Bischof Julius Echter von Mespelbrunn entsandte ihn ins Collegium Germanicum nach Rom. Hier erhielt Wagenhauer seine Priesterweihe und wurde auch zum Doktor der Theologie promoviert. Zeitweise war er in Rom als Prediger der schweizerischen Nation tätig und stand als „praefectus“ der Gemeinde St. Jakobi vor. Am 11. September 1606 immatrikulierte er sich kurzzeitig an der Universität Perugia.
Nach Wagenhauers Rückkehr nach Würzburg stieg er in den Institutionen des Geistlichen Staates schnell auf. 1607 präsentierte ihn der Geistliche Rat Magnus Schmidt als Kanoniker des Stiftes Neumünster. Bis 1611 besaß Wagenhauer eine halbe Pfründe am Kollegiatstift, ehe er 1612 die volle Pfründe erhielt. Es dauerte aber noch bis 1621, bis er eine Stimme im Kapitel erhielt. 1624 stieg er schließlich zum Scholaster und 1630 sogar zum Dekan des Stiftes auf.
Zusammen mit der Berufung zum Säkularkanoniker erhielt Jodokus Wagenhauer eine Anstellung als Hofprediger von Bischof Julius. Eventuell war damit auch der Aufstieg in den Geistlichen Rat verbunden, der vom Bischof als höchstes Verwaltungsgremium seines Hochstiftes geschaffen worden war. Am 4. Oktober 1612 entsandte man Wagenhauer in die Pfarrei Lengfurt. Er sollte hier nach dem Heimfall des Lehens der Wertheimer die Konfessionalisierungspolitik im Sinne Julius Echters vorantreiben.
Nach dem Tod von Bischof Julius Echter von Mespelbrunn blieb Wagenhauer in Amt und Würden. Er war tatkräftig daran beteiligt den Geistlichen Rat als zeitüberdauerndes Gremium unabhängig von der Person des jeweiligen Bischofs einzurichten. Echters Nachfolger Johann Gottfried I. von Aschhausen bestätigte seinen Titel als Generalvikar, den er wohl schon unter Bischof Julius erhalten hatte. Ähnlich wie der zeitgleich amtierende Weihbischof Eucharius Sang, war Wagenhauer aufgrund seiner Herkunft ein Anlaufpunkt für Ortsgeistliche aus dem nordöstlichen Rändern des Hochstifts.
Am 19. Dezember 1620 wurde Jodokus Wagenhauer von Bischof Johann Gottfried zum Weihbischof ernannt. Papst Gregor XV. bestätigte seine Ernennung am 23. Mai 1622 und ernannte ihn zum Titularbischof von Augustopolis in Phrygia. Die Bischofsweihe fand in Würzburg am 18. September 1622 statt. Wagenhauer konsekrierte in der Folgezeit viele Landkirchen des Bistums, so weihte er die Michaelskirche in Euerfeld und die Schmerzenskirche in Mainsondheim ein. Auch der Abt Johannes Kassian von Münsterschwarzach wurde von ihm benediziert.
Im Wintersemester 1620 wurde der Theologe Wagenhauer auch zum Rector magnificus der Universität ernannt. Dieses Amt sollte er nochmals 1621/1622 und 1630/31 innehaben. Im Jahr 1631 floh der Weihbischof vor den anrückenden, protestantischen Schweden nach Köln und kehrte erst Ende des Jahres 1634 an den Main zurück. In seinen letzten Lebensjahren nahm Wagenhauer auch an Hexenprozessen teil und war hier für die Degradation verdächtiger Geistlicher zuständig. Jodokus Wagenhauer starb am 19. Januar 1635 und wurde in der Neumünsterkirche beerdigt.